# 483

## Родени
- 11 май – Юстиниан I, византийски император

## Починали
- 10 март – Симплиций, римски папа